# 高畠淳子
高畠 淳子（たかはた じゅんこ）は日本の法学者。専門は社会保障法。

## 略歴
- 1997年3月 - 京都大学法学部卒業。
- 2002年3月 - 京都大学大学院人間・環境学研究科人間・環境学専攻修士課程修了。
- 2013年4月 - 京都産業大学法学部教授。

## 委員歴
- 2011年4月 - 京都労働局機会均等室調停委員（〜2014年12月）。
- 2016年8月 - 宮津市男女共同参画・女性活躍推進計画策定委員会委員長
- 2017年10月 - 京都労働局機会均等室調停委員。
- 2017年10月 - 京都労働局紛争調整委員会あっせん委員。
- 2019年1月 - 大阪府行政不服審査会委員（〜2020年12月）。
- 2019年10月 - 京都地方労働審議会委員。
- 2020年10月 - 京都府入札制度等検討委員会委員（〜2021年9月）。
- 2020年10月 - 京都地方労働審議会家内労働部会長。

## 人物・主張
- 京大法学部の2年次に「仕事と家庭、どちらを選ぶ？」と聞かれたことがきっかけで女性が家庭を持って仕事を続けることはまだまだ困難だということを知る。原因や解決策を考えたいと思ったことから大学院に進学したという[1]。
- 育児休業給付は、出産手当金が出産による不就労時の所得保障を目的とすることから、育児休業給付にも育児休業中の所得保障としての性格が与えられたと考えている[2]。

## 論文
- （（「育児休業給付の位置づけと財源のあり方」））『社会保障研究 第5巻 第1号』（国立社会保障・人口問題研究所、2020年6月）
- （（「女性に対する昇格差別が不法行為に該当すると認めた例」））『社会保障法 第19号』（日本社会保障法学会、2004年5月）